# Anthospermum basuticum
Anthospermum basuticum är en måreväxtart som beskrevs av Christian Puff. Anthospermum basuticum ingår i släktet Anthospermum och familjen måreväxter. Inga underarter finns listade i Catalogue of Life.